# メハリー医科大学
メハリー医科大学 (Meharry Medical College ) は、アメリカ合衆国テネシー州ナッシュビルにある大学で、統一メソジスト教会と提携し医療従事者や科学者を育成するメディカルスクール。1876年中部テネシー大学医学部として創立し、アメリカ合衆国南部で最初のアフリカ系アメリカ人のための医学部となった。1915年に分岐し現在アメリカ合衆国で医療従事者や科学者の育成を専門とした歴史的黒人大学最大の私立大学である。
医学部、歯学部、大学院の他に公衆衛生学部もある。医学博士号、口腔外科学博士号、公衆衛生科学修士、科学修士および博士号が取得可能である。アフリカ系アメリカ人の医師および歯科医の教育機関としてはアメリカで2番目に大きい。また公衆衛生科学修士および博士号の取得できるアフリカ系アメリカ人の大学としては最大である。
『Journal of Health Care for the Poor and Underserved 』はメハリー医科大学編集の公衆衛生科学に関する定期刊行物である。

## 歴史
若いスコットランド系アイルランド人移民で塩商人のサミュエル・メハリーの名から名付けられた。彼が起伏の多いテネシーの地で荷馬車を運転している途中、突然スリップして沼地に転落し、ある解放奴隷の家族に助けられた。この家族はメハリーに食事と宿泊をさせ、翌朝荷馬車を修理した。メハリーは「今はお金を持っていませんが、いつか必ずあなた方の人種に恩返しをします。」と語った。
1875年、サミュエル・メハリーと兄弟4名は中部テネシー大学医学部の創立に際し計15,000ドルを寄付。北部メソジスト監督教会解放奴隷支援組合のイギリス人牧師ジョージ・W・ハバードとジョン・ブラデンの寄付と共に1876年に中部テネシー大学医学部が開校できた。初年度は1名、2年度目は1878年に開始し3名が卒業した。1886年に歯学部、1889年に薬学部が開校した。
2年度目の卒業生にはヒラリー・ワッツワース・キーの息子、ロレンゾ・ドウ・キーがいた。キーはブラデンと同様に北部メソジスト監督教会テネシー連盟の創立メンバーであった。メソジスト監督教会の北部と南部は奴隷に関して1939年まで意見が分かれていた。
1900年、中部テネシー大学は解放奴隷を支援していた統一メソジスト教会の司教ジョン・モーガン・ウォルデンに因みウォルデン大学と名を変えた。1915年、ウォルデン大学医学部は分岐して薬学部と歯学部を含むメハリー医科大学となった。メハリー医科大学はこの場所から移転することなく、ウォルデン大学がナッシュビル内の他の土地に移転した。ハバードは1921年に彼が亡くなるまで初代学長を務めていた。
ハバード以降の歴代学長を以下に示す。
- ジョン・J・マロウニー (1921年–1938年)
- エドワード・ルイス・ターナー (1938年–1944年)
- Ｍ・ドン・クロウソン (1945年–1950年)
- ハロルド・D・ウエスト (1952年–1966年)
- ロイド・C・エラム (1968年–1981年)
- デイヴィッド・サッチャー (1982年–1993年)
- ジョン・E・マウピン (1994年–2006年)
- ウェイン・J・ライリー(2006年–現在)

## 研究センター
- Asthma Disparities Center (ぜんそく)
- Center for Molecular and Behavioral Neurosciences (分子、行動神経科学)
- Center for Women's Health Research (婦人科学)
- Clinical Research Center (臨床研究)
- Export Center for Health Disparities (医療格差)
- Meharry Center for Health Disparities Research in HIV (HIV)
- Sickle Cell Center (鎌状細胞)

## 著名な卒業生
- ヘイスティングズ・カムズ・バンダ - マラウイ大統領
- ロバート・ウォルター・ジョンソン - アリシア・ギブソン、アーサー・アッシュのテニス講師、医師、教育者
- ロバート・リー(1944年) - サウスカロライナ州生まれの歯科医師。1956年、ガーナに移住し2002年に退職するまで約50年間ガーナの歯科医であった。
- オードリー・F・マンリー - 公衆衛生局副長官
- コンラッド・マレイ - マイケル・ジャクソンの専任医師で2009年6月25日の彼の死に関して過失致死罪で有罪判決を受けた。
- ルイス・ペンドルトン - 歯科医、ルイジアナ州シュリーブポートの公民権運動リーダー
- ウォルター・R・タッカー・ジュニア - カリフォルニア州コンプトン元市長
- マシュー・ウォーカー・シニア - メハリーの外科学部長、元教授、『President's Farewell Address 』の作家。『Journal of the National Medical Association 』に登場。
- カール・ベル - 地域精神科医、国際的研究者、学士院会員、作家

## 関連書籍
- Johnson, Charles (2000). The Spirit of a Place Called Meharry. Franklin, Tennessee: Hillsboro Press
- Smith, John Abernathy. Cross and Flame: Two Centuries of United Methodism in Middle Tennessee,. Commission on Archives and History of the Tennessee Conference, United Methodist Church, Parthenon Press, Nashville, Tennessee (1984).